# Lakewood
Lakewood je město ve Spojených státech amerických. Nachází se v okrese Cuyahoga County ve státě Ohio. Ve městě žije  obyvatel a jeho rozloha činí . Leží na jižním pobřeží Erijského jezera. Je předměstím Clevelandu, přičemž po Clevelandu a Parmě jde o třetí největší město v okresu Cuyahoga. Bylo založeno roku 1889. 

## Rodáci
- Judson Laipply (* 1976) – americký influencer a youtuber
- Brad Friedel (* 1971) – americký profesionální fotbalista a brankář
- Katie Nageotteová (* 1991) – americká tyčkařka
- Elaine Sturtevant (1924–2014) – americká výtvarnice
- Seán Patrick O'Malley (* 1944) – americký kardinál
- Benjamin Orr (1947–2000) – americký baskytarista
- Alan Boss (* 1951) – americký astrofyzik